# Piet van Zeil
Petrus Hendrikus (Piet) van Zeil (Hillegom, 3 augustus 1927 – Heerlen, 9 november 2012) was een Nederlands politicus en staatssecretaris.
Van Zeil was de laatste voorzitter van de KVP. Hij begon op 16-jarige leeftijd als kantoorbediende en werd als 23-jarige bestuurder van de bedrijfsgroep Katholiek spoorwegpersoneel. Hij werd gevormd in de vakbeweging. Als Tweede Kamerlid was hij luchtvaartspecialist van het CDA en woordvoerder Koninkrijksaangelegenheden en medezeggenschap. Hij was staatssecretaris van Economische Zaken in het eerste kabinet-Lubbers. Hij raakte enkele keren in opspraak, waarna Lubbers hem "een kleine krabbelaar" noemde. Hij voerde graag het woord. Van Zeil eindigde zijn loopbaan als burgemeester van Heerlen.

## Onderscheiding
- Grootofficier in de Orde van Oranje-Nassau (26 augustus 1986)

- Biografisch Portaal: 82656177
- International Standard Name Identifier: 0000 0003 8718 4430
- Nederlandse Thesaurus van Auteursnamen: 134631250
- Parlement.com: vg09llfrgbys
- Virtual International Authority File: 280048306
- WorldCat: E39PBJwmQ6kKc6q3bqY8DvKKh3